# Ervilia castanea
Ervilia castanea ist eine Muschelart aus der Familie der Pfeffermuscheln (Semelidae). Sie kommt im Nordatlantik vor.

## Merkmale
Das abgeflachte, gleichklappige Gehäuse wird bis 15 Millimeter lang. Es ist im Umriss länglich-eiförmig und hat ein Breite-/Höhe-Verhältnis von etwa 1,7. Es ist ungleichseitig, die Wirbel befinden sich vor der Mittellinie (in Bezug auf die Gehäuselänge). Der hintere Dorsalrand ist fast gerade und fällt flach zum eng gerundeten Hinterende ab. Der fast gerade bis ganz leicht gewölbte vordere Dorsalrand ist kürzer als der hintere Dorsalrand und fällt steiler zum etwas breiter gerundeten Vorderende ab. Der Ventralrand ist weit gewölbt. Das Ligament liegt innen und außen. Das äußere Ligament ist ein sehr kleines, braunes Band hinter den Wirbel. Das innere Ligament sitzt in einem länglich-dreieckigen Chondrophor. In der linken Klappe weist das Schloss zwei Kardinalzähne sowie einen sehr schwachen vorderen und hinteren Lateralzahn auf. In der rechten Klappe sind ebenfalls zwei Kardinalzähne und je ein schwacher vorderer und hinterer Lateralzahn vorhanden. Der hintere Kardinalzahn ist deutlich größer als der vordere Kardinalzahn. Es sind zwei Schließmuskeln vorhanden. Die Mantelbucht ist tief und erreicht fast die Mittellinie des Gehäuses. Der ventrale Teil der Einbuchtung ist mit der äußeren Mantellinie verschmolzen.
Die violett-braune Schale mit radialen Strahlen ist dünnwandig, aber fest. Auf der Oberfläche sind feine konzentrische und sehr feine radiale Linien vorhanden, die ein netzförmiges Muster ergeben. Die Wachstumsstadien sind durch Unregelmäßigkeiten in der Ornamentierung deutlich markiert. Die Farbe variiert von Das Periostracum ist ein sehr dünner, beiger, glänzender Überzug. Der innere Gehäuserand ist glatt.

## Geographische Verbreitung und Lebensraum
Das Verbreitungsgebiet der Art erstreckt sich von den südwestlichen Küsten der Britischen Inseln und dem Ärmelkanal bis ins Mittelmeer und das Schwarze Meer. Sie ist auch in den Küstengewässern der Azoren, von Madeira und den Kanarischen Inseln nachgewiesen. Sie lebt im Tiefenbereich von etwa 30 Meter bis in 110 Meter Wassertiefe.

## Taxonomie
Die Art wurde 1803 von George Montagu unter dem Binomen Donax castaneus erstmals beschrieben. Die Art wurde schon in die (Unter-)Gattungen Amphidesma, Capsa, Donax, Erycina und Venus gestellt. MolluscaBase ordnet sie in die Gattung Ervilia Turton, 1822 ein.

## Belege

### Online
- Marine Bivalve Shells of the British Isles: Ervilia castanea (Montagu, 1803) (Website des National Museum Wales, Department of Natural Sciences, Cardiff)